# Ulrich Goerdeler
Ulrich Goerdeler (* 13. April 1913 in Solingen; † 29. Juli 2000 in Gifhorn) war ein deutscher Politiker der Christlich Demokratischen Union Deutschlands und Abgeordneter des Niedersächsischen Landtages.

## Leben
Goerdeler war der Sohn von Anneliese Ulrich und dem späteren Leipziger Oberbürgermeister und Widerstandskämpfer gegen den Nationalsozialismus Carl Friedrich Goerdeler. Er wuchs in Königsberg (Preußen) auf, wo er das Altstädtische Gymnasium (Königsberg) besuchte. Nach dem Abitur begann er 1931 bis 1935 an der Philipps-Universität Marburg Rechts- und Staatswissenschaften zu studieren. Er wurde im Corps Teutonia Marburg aktiv und am 18. Juni 1932 recipiert. Als Inaktiver wechselte er an die Martin-Luther-Universität Halle-Wittenberg und die Universität Leipzig.
Als Referendar war er Volontär bei der Gutehoffnungshütte in Oberhausen. 1939/40 war er Assessor bei der Kurhessischen Kupferschieferbergbau GmbH in Nentershausen (Westerwald) und ab 1941 Anwaltsassessor bei der Contigas Deutsche Energie in Dessau. 1942 ließ er sich als Rechtsanwalt in Stettin nieder.
Von Februar 1942 bis August 1944 war er, zuletzt als Flugzeugführer, Soldat bei der Luftwaffe (Wehrmacht). Wegen Verdachts der Mittäterschaft am Attentat vom 20. Juli 1944 befand er sich neun Monate lang in Gefängnis- und KZ-Haft. Er wurde als SS-Geisel nach Südtirol verschleppt und dort am Pragser Wildsee befreit. Seit November 1945 in Gifhorn ansässig war er dort seit 1946 Rechtsanwalt und Notar, seit 1956 auch Fachanwalt für Steuerrecht.
Er war verheiratet mit Irma geb. Reuter. Sie hatten eine Tochter und vier Söhne, darunter der Jurist Rainer Goerdeler. Sein Bruder war der Rechtsanwalt und Wirtschaftsprüfer Reinhard Goerdeler.

## Politik
Goerdeler war Vorsitzender des Bezirksverbandes Lüneburg der CDU und Mitglied des Kreistages des Landkreises Gifhorn sowie Beigeordneter im Rat der Stadt Gifhorn. Er war Mitglied des Niedersächsischen Landtages der 5. bis 7. Wahlperiode vom 20. Mai 1963 bis zum 20. Juni 1974 sowie nochmals in der 11. Wahlperiode vom 21. Juni 1986 bis 20. Juni 1990.